# Serginho (cầu thủ bóng đá, sinh 1993)
Sérgio André Pereira Neves (sinh ngày 6 tháng 10 năm 1993) hay Serginho, là một cầu thủ bóng đá người Bồ Đào Nha thi đấu cho Bragança, ở vị trí hậu vệ.

## Sự nghiệp bóng đá
Ngày 1 tháng 3 năm 2015, Serginho có màn ra mắt cho Académico Viseu trong trận đấu tại Giải bóng đá hạng nhất quốc gia Bồ Đào Nha 2014–15 trước Oliveirense.